# Ariadna decatetracantha
Espèce
Ariadna decatetracantha est une espèce d'araignées aranéomorphes de la famille des Segestriidae.

## Distribution
Cette espèce est endémique d'Australie-Occidentale. Elle a été découverte dans l'archipel de la Recherche.

## Publication originale
- Main, 1954 : Spiders and Opiliones. The Archipelago of the Recherche. Australian Geographical Society reports, vol. 1, p. 37-53.